# Discoderus robustus
Discoderus robustus är en skalbaggsart som beskrevs av Horn. Discoderus robustus ingår i släktet Discoderus och familjen jordlöpare. Inga underarter finns listade i Catalogue of Life.